# 瓦良卡區 (瓦伊拉斯省)

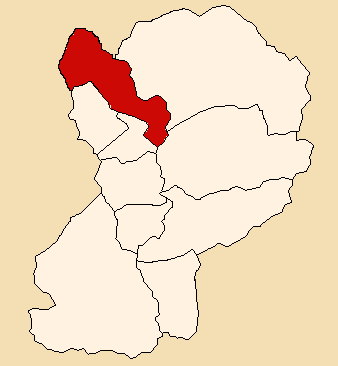

瓦良卡區（西班牙語：Distrito de Huallanca），是秘魯的一個區，位於該國北部安卡什大區的瓦伊拉斯省，始建於1950年4月14日，面積178.8平方公里，海拔高度1,377米，2005年人口985，人口密度為每平方公里5.5人。